# Sauveterre-de-Guyenne

Sauveterre-de-Guyenne este o comună în departamentul Gironde din sud-vestul Franței. În 2009 avea o populație de 1.825 de locuitori.

## Evoluția populației
| An        | 1975  | 1982  | 1990  | 1999  | 2006  | 2009  |
| --------- | ----- | ----- | ----- | ----- | ----- | ----- |
| Populație | 1.557 | 1.644 | 1.715 | 1.792 | 1.754 | 1.825 |